# Thanawat Wattanaputi
Thanawat Wattanaputi (tiếng Thái: ธนวรรธน์ วรรธนะภูติ, phiên âm: Tha-na-vát Vát-tha-na-pút, sinh ngày 27 tháng 12 năm 1982) còn có nghệ danh là Pope (โป๊ป), là một diễn viên và người mẫu người Thái Lan trực thuộc Channel 3. Anh được biết đến qua các vai diễn trong Thủ đoạn tình trường (2011), Cao bồi Bangkok (2011), Quý cô và chàng ngoại giao (2013), Ngược dòng thời gian để yêu anh (2018), Chiêu trò lừa gạt (2020)...

## Tiểu sử và học vấn
Pope sinh ngày 27 tháng 12 năm 1982 tại Băng Cốc, Thái Lan. Anh là con thứ 2, trên anh còn có một chị gái.
Anh tốt nghiệp Tiểu học từ trường Patai Udom Suksa School, tốt nghiệp cấp 2 trường Horwang School và tốt nghiệp Cử nhân ngành Nghệ thuật Truyền thông và Thiết kế tại Học viện Công nghệ Ladkrabang của Vua Mongkut.

## Sự nghiệp
Trước khi theo đuổi sự nghiệp diễn xuất, Pope là một nhà thiết kế đồ họa.
Năm 2006, Pope quyết định thử vai cho vai chính trong một bộ phim truyền hình của đài Channel 9. Anh giành chiến thắng và ngay lập tức bắt đầu luyện tập cho vai diễn "Jad Ded" trong bộ phim The Winner of Ten Directions của Channel 9 nhưng cuối cùng, dự án phim này đã bị hủy.
Năm 2009, sau vai diễn "Rawee" trong bộ phim điện ảnh Bản tình ca tháng Mười, Pope được đài Channel 3 chú ý và kí hợp đồng với anh. Bộ phim đầu tiên anh tham gia sau khi trở thành diễn viên của đài là Thủ đoạn tình trường (2011), trong phim anh đóng vai "Nut".
Năm 2011, Pope có vai diễn nhỏ đầu tay trong phim điện ảnh King Naresuan Part III: Naval Battle, trong đó anh đóng vai "Khun Ram Decha". Sau đó, anh đóng vai "Bác sĩ Kan" trong bộ phim truyền hình đầu tiên của mình là Khao Cheu Kan (Anh ấy tên là Kan) của đài TPBS. Anh đóng cặp với Savitree Suttichanond. Bộ phim đã quay hoàn tất nhưng không được lên sóng.
Năm 2012, Pope đóng vai phụ trong phim truyền hình Buang, vai "Khun Kla / Anugoon".
Năm 2013, Pope được trao cơ hội tham gia bộ phim chào mừng kỉ niệm 43 năm của đài CH3, Quý ông nhà Jutathep. Anh đóng vai "Khun Chai Pawornruj". Bộ phim này rất thành công và anh đã nhận được giải "Nam diễn viên chính xuất sắc nhất" ở lễ trao giải "Golden Television Award" cho vai diễn "Khun Chai Pawornruj".
Năm 2014, Pope đóng vai chính trong phim Người chồng tuyệt vời trong vai "Pisut", đóng cặp với nữ diễn viên Chermarn Boonyasak. Bộ phim này đã làm cho tên tuổi anh trở nên nổi tiếng hơn.
Năm 2017, Pope tái hợp với Mew Nittha Jirayungyurn với vai "Teng" trong bộ phim truyền hình hài Bố bận, bác cũng không rảnh.
Năm 2018, Pope đóng vai "Muen Suntorndewa" trong phim Ngược dòng thời gian để yêu anh, đóng cặp với Bella Ranee Campen. Bộ phim đạt được thành công vang dội ở mảng rating, trở thành bộ phim có rating cao nhất của đài CH3 năm 2018 và cao thứ 2 trong lịch sử đài.
Năm 2020, Pope tái hợp với Ranee Campen trong phim Chiêu trò lừa gạt.
Năm 2023, Pope và Ranee Campen tiếp tục đóng vai chính trong phần 2 của siêu phẩm Ngược dòng thời gian để yêu anh có tên là Định mệnh.

## Đời tư
Cha của Pope đã đặt biệt danh cho anh là Thana (ธนะ), hay "Pope", sau khi Giáo hoàng John Paul II đến thăm Thái Lan năm 1984. Trong thời gian rảnh rỗi, Pope dạy bóng đá cho trẻ em và làm giáo viên dạy vẽ cho To Be Number One Project.

## Các phim đã tham gia

### Phim điện ảnh
| Năm  | Tên gốc                                    | Tên tiếng Việt                                 | Vai             | Ghi chú   |
| ---- | ------------------------------------------ | ---------------------------------------------- | --------------- | --------- |
| 2009 | October Sonata                             | Bản tình ca tháng 10                           | Rawee           | Vai chính |
| 2011 | King Naresuan Part III: Naval Battle       |                                                | Khun Ram Decha  | Vai phụ   |
| 2011 | King Naresuan Part IV: The Nanda Bayin War |                                                | Khun Ram Decha  | Vai phụ   |
| 2013 | Raklamile                                  |                                                | Dan             | Vai chính |
| 2020 | Oh My God Father                           | Đừng gọi anh là bố                             | Got Kitattipoom | Vai chính |
| 2022 | Buppae Sanniwat The Movie                  | Ngược dòng thời gian để yêu anh (bản điện ảnh) | Bhop            | Vai chính |

### Phim truyền hình
| Năm  | Tên gốc                 | Tên tiếng Việt                  | Vai                                     | Đài |
| ---- | ----------------------- | ------------------------------- | --------------------------------------- | --- |
| 2011 | Dok Som See Thong       | Thủ đoạn tình trường            | Nut                                     | CH3 |
| 2011 | Wink Jao Sanae          | Phép thuật diệu kỳ              | Joke                                    | CH3 |
| 2011 | Tawan Deard             | Cao bồi Bangkok                 | Singh                                   | CH3 |
| 2011 | Game Rai Game Rak       | Trò chơi tình yêu               | Bác sĩ Wattana / P'Mor                  | CH3 |
| 2012 | Buang                   | Cô nàng quỷ                     | Khun Kla (quá khứ) / Anugoon (hiện tại) | CH3 |
| 2013 | Khun Chai Taratorn      | Chuyện tình chàng khảo cổ       | Khun Chai Pawornruj / Khun Chai Ruj     | CH3 |
| 2013 | Khun Chai Pawornruj     | Quý cô và chàng ngoại giao      | Khun Chai Pawornruj / Khun Chai Ruj     | CH3 |
| 2013 | Khun Chai Puttipat      | Bác sĩ Puttipat                 | Khun Chai Pawornruj / Khun Chai Ruj     | CH3 |
| 2013 | Khun Chai Rachanon      | Kỹ sư Rachanon                  | Khun Chai Pawornruj / Khun Chai Ruj     | CH3 |
| 2013 | Khun Chai Ronapee       | Ảo vọng giàu sang               | Khun Chai Pawornruj / Khun Chai Ruj     | CH3 |
| 2014 | Samee Tee Tra           | Người chồng tuyệt vời           | Pisut                                   | CH3 |
| 2014 | Ruk Ok Rit              | Lửa tình nổi giận               | Joe                                     | CH3 |
| 2015 | Sapai Jao               | Nàng dâu hoàng gia              | Kittirajnarin / "Chai Rong"             | CH3 |
| 2016 | Luerd Ruk Toranong      | Dòng máu kiêu hãnh              | Ram Lerdpanich                          | CH3 |
| 2017 | Por Yung Lung Mai Wahng | Bố bận, bác cũng không rảnh     | Teng                                    | CH3 |
| 2018 | Buppae Sanniwat         | Ngược dòng thời gian để yêu anh | Muen Suntorndewa / Por Detch            | CH3 |
| 2018 | Kham See Than Dorn      | Vượt qua bóng tối               | Tiangwan                                | CH3 |
| 2020 | Roy Leh Marnya          | Chiêu trò lừa gạt               | Ramin / "Min"                           | CH3 |
| 2023 | Prom Likit              | Định mệnh                       | Muen Suntorndewa / Por Rueng / Por Rit  | CH3 |

## Âm nhạc

### Nhạc phim
| Năm  | Tên bài hát                  | Ghi chú                                   |
| ---- | ---------------------------- | ----------------------------------------- |
| 2014 | "เธอไม่ต้อง"                   | Nhạc phim Lửa tình nổi giận               |
| 2018 | "บุพเพสันนิวาส" (Bonus Track)   | Nhạc phim Ngược dòng thời gian để yêu anh |
| 2018 | "ออเจ้าเอย" (Special Version) | Nhạc phim Ngược dòng thời gian để yêu anh |

### Concert
| Năm  | Concert                                      | Ghi chú                                           |
| ---- | -------------------------------------------- | ------------------------------------------------- |
| 2017 | LOVE IS IN THE AIR: CHANNEL3 CHARITY CONCERT |                                                   |
| 2018 | Buppae Sanniwat FAN MEETING                  | Với dàn diễn viên Ngược dòng thời gian để yêu anh |